# Voto
Voto est une commune espagnole située dans la communauté autonome de Cantabrie.

## Localités
La commune de Voto regroupe les localités suivantes :
- Bádames (es) (chef-lieu).
- Bueras (es)
- Carasa (es)
- Llánez (es)
- Nates (es)
- Padiérniga (es)
- Rada (es)
- San Bartolomé de los Montes (es)
- San Mamés de Aras (es)
- San Miguel de Aras (es)
- San Pantaleón de Aras (es)
- Secadura (es)

## Patrimoine

### Grottes et gouffres
Près de la localité de Secadura se trouvent plusieurs cavités souterraines notables, dont les Torcas de Simon I & II, la Torca de Suviejo et la Cueva de El Otero.
Près de San Miguel de Aras se trouve également la Cueva de Cobrantes.